# Julian Jordan
Julian Dobbenberg (Apeldoorn, Países Bajos; 20 de agosto de 1995), conocido por su nombre artístico Julian Jordan, es un DJ, remezclador y productor discográfico neerlandés.

## Carrera musical
A pequeña edad descubrió su pasión por la música, por lo cual sus padres lo ingresaron a una escuela en donde aprendió a utilizar la batería. Tiempo después, Julian empezó a tocar en distintos lugares de su ciudad natal y en celebraciones de amigos y parientes. Estudió en el Herman Brood Academia, una escuela de producción musical en donde conoció a quien se convertiría en su mejor amigo, Martin Garrix.[cita requerida]
En medio de una entrevista argumentó que le gusta salir a la calle para inspirarse. Ha revelado que le encanta caminar en el bosque e ir a un parque para simplemente relajarse y descansar la cabeza un poco. Sus éxitos han sido logrados en el FL Studio, el cual ha sido un regalo de sus padres y que siempre ha mantenido en su dormitorio.[cita requerida]

### 2012-2016: Inicios
Su primer sencillo llevó por nombre "Yxalag". Debutó a los 16 años con el lanzamiento de "Rock Steady" para Spinnin' Records, recibido con auténtico entusiasmo en la escena electrónica. Personajes como Tiësto, Pete Tong o Diplo recurren en sus sesiones a temas de Julian. Luego, participó en "BFAM", una coproducción con su amigo Martin Garrix. 
Julian Jordan ha estado en diversos conciertos dándose a conocer junto a DJs del electro house como Steve Aoki, Afrojack, DVBBS, Borgeous, Dimitri Vegas & Like Mike entre otros. El 21 de noviembre de 2014, llevó a cabo el lanzamiento del sencillo Angels x Demons, y el vídeo ya consta de más de 2,000,000 de visitas desde su lanzamiento.

### 2016: Salida de Spinnin' Records y su nuevo Sello
Actualmente ya no trabaja con Spinnin Records & MusicAllStars por desacuerdos de derechos con su música, al igual que el mismo caso que su compañero Martin Garrix. Luego anunció que su siguiente sencillo llamado "Pilot" sería lanzado en el sello discográfico de Hardwell Revealed Recordings.
El 24 de junio de 2016, anunció su nuevo sello discográfico llamado "GOLDKID Records", actualmente bajo las manos de Armada Music, y junto a esto también anunció su nueva canción "A Thousand Miles", lanzada el 15 de julio de 2016, siendo este su primer lanzamiento en un sello discográfico propio.

## Ranking DJmag
| DJ            | 2015 | 2016 | 2017 | 2018 | 2019 | 2020 | 2021 | 2022 | 2024 |
| ------------- | ---- | ---- | ---- | ---- | ---- | ---- | ---- | ---- | ---- |
| Julian Jordan | 130° | 128° | 94°  | 106° | 96°  | 71°  | 66°  | 60°  | 63°  |

## Discografía

### Álbumes
| Título             | Datos del álbum |
| ------------------ | --- |
| It's Julian Jordan | - Lanzamiento: 23 de diciembre de 2016 - Discográfica: GOLDKID Records - Formatos: Descarga digital vía streaming / CD |

### EPs
- 2022: HYPERHOUSE [ STMPD RCRDS ]

### Sencillos
- 2010: Julian Jordan & HECTOR AGREDA [ SHY HIGH ]
- 2011: Julian Jordan - Yxalag [ FREE DOWNLOAD ]
- 2011: Julian Jordan - Travel [ Suit Records ]
- 2012: Julian Jordan - Lynxed [ Plasmapool ]
- 2012: Julian Jordan - Rock Steady [ Spinnin' Records ]
- 2012: Julian Jordan & TV Noise - Oxford [ Spinnin' Records ]
- 2012: Julian Jordan & Martin Garrix - BFAM [ Spinnin' Records ]
- 2012: Sander van Doorn & Julian Jordan - Kangaroo [ Doorn Records ]
- 2012: Julian Jordan - Colette [ Free For All (Be Yourself Music) ]
- 2013: Julian Jordan - Ramcar [ Spinnin' Records ]
- 2013: Julian Jordan & TV Noise - Childish Grandpa [ Spinnin' Records ]
- 2013: Julian Jordan - Aztec [ Spinnin' Records ]
- 2014: twoloud & Julian Jordan - Rockin [ Spinnin' Records ]
- 2014: Julian Jordan - Up In This! [ Doorn Records ]
- 2014: Julian Jordan - Slenderman [ Spinnin' Records ]
- 2014: Julian Jordan - Angels x Demons [ Spinnin' Records ]
- 2015: Sander van Doorn, Firebeatz & Julian Jordan - Rage  [ Doorn Records ]
- 2015: Julian Jordan - The Takedown  [ Doorn Records ]
- 2015: Julian Jordan - Blinded By The Light  [ Spinnin' Records ]
- 2015: Julian Jordan - Lost Words  [ Spinnin' Records ]
- 2015: Julian Jordan & Stino - Feel The Power [ Spinnin' Premium ]
- 2016: Julian Jordan - All Night [ Spinnin' Premium ]
- 2016: Julian Jordan - Pilot [ Revealed Recordings ]
- 2016: Julian Jordan - Rebound [ FREE DOWNLOAD ]
- 2016: Julian Jordan - A Thousand Miles (Ft. Ruby Prophet) [ GOLDKID Records ]
- 2016: Julian Jordan - Midnight Dancers [ GOLDKID Records ]
- 2016: Martin Garrix & Julian Jordan - Welcome [ STMPD RCRDS ]
- 2016: Julian Jordan - Memory [ FREE DOWNLOAD ]
- 2017: Julian Jordan x CHOCO - Always [ GOLDKID Records ]
- 2017: Julian Jordan x Sj - Say Love [ GOLDKID Records ]
- 2017: Julian Jordan - Saint [ GOLDKID Records ]
- 2017: Julian Jordan - Chinook [ GOLDKID Records ]
- 2017: Julian Jordan x Steff Da Campo - Night Of The Crowd [ GOLDKID Records ]
- 2017: Julian Jordan x TYMEN - Light Years Away [ GOLDKID Records ]
- 2018: Julian Jordan - Ghost [ GOLDKID Records ]
- 2018: Julian Jordan & Alpharock - Zero Gravity [ STMPD RCRDS ]
- 2018: Julian Jordan x Olly James - Bounce It  [ GOLDKID Records ]
- 2018: Julian Jordan - Wild World (Ft. Jonny Rose)  [ GOLDKID Records ]
- 2018: Timmy Trumpet & Julian Jordan - Attention  [ GOLDKID Records ]
- 2018: Julian Jordan - Never Tired Of You [ STMPD RCRDS ]
- 2018: Julian Jordan - Tell Me The Truth [ STMPD RCRDS ]
- 2018: Martin Garrix & Julian Jordan - Glitch  [ STMPD RCRDS ]
- 2019: Julian Jordan - Need You (Ft. SMBDY) [ STMPD RCRDS ]
- 2019: Julian Jordan & Seth Hills - Backfire [ STMPD RCRDS ]
- 2019: Julian Jordan - Oldskool [ STMPD RCRDS ]
- 2019: Julian Jordan - To The Wire [ STMPD RCRDS ]
- 2019: Julian Jordan - Bassline [ STMPD RCRDS ]
- 2019: Julian Jordan - Next Level [ STMPD RCRDS ]
- 2020: Julian Jordan & Daijo - Oh Lord [ STMPD RCRDS ]
- 2020: Julian Jordan - Love You Better (Ft. Kimberly Fransens) [ STMPD RCRDS ]
- 2020: Julian Jordan - Destination [ STMPD RCRDS ]
- 2020: Brooks & Julian Jordan - Without You [ STMPD RCRDS ]
- 2020: Julian Jordan - Nobody Knows (Ft. Feldz) [ STMPD RCRDS ]
- 2020: Julian Jordan - Badboy (Ft. TITUS) [ STMPD RCRDS ]
- 2020: Julian Jordan - Boss [ STMPD RCRDS ]
- 2021: Julian Jordan - Big Bad Bass [ STMPD RCRDS ]
- 2021: Julian Jordan & Guy Arthur - Let Me Be The One [ STMPD RCRDS ]
- 2021: Julian Jordan & WILL K - The Box [ STMPD RCRDS ]
- 2021: Julian Jordan & Teo Mandrelli - Shout (Ft. Jordan Grace) [ TATT Records ]
- 2021: Julian Jordan - Drop The Top [ STMPD RCRDS ]
- 2021: Julian Jordan - Hyper [ STMPD RCRDS ]
- 2021: Martin Garrix, Julian Jordan & Tinie Tempah - Diamonds [ STMPD RCRDS ]
- 2021: Julian Jordan - Thunder [ STMPD RCRDS ]
- 2022: Julian Jordan - Sound Of The Bass [ STMPD RCRDS ]
- 2022: Julian Jordan - Out Of My Mind [ STMPD RCRDS ]
- 2022: Julian Jordan & Alan Shirahama - Facts [ STMPD RCRDS ]
- 2022: Martin Garrix & Julian Jordan - Funk [ STMPD RCRDS ]
- 2022: Julian Jordan - Rudeboy [ STMPD RCRDS ]
- 2022: Julian Jordan & Siks - Juice [ STMPD RCRDS ]
- 2022: Julian Jordan - Vibe [ STMPD RCRDS / Tomorrowland Music ]
- 2022: Julian Jordan - Noise [ STMPD RCRDS ]
- 2022: Julian Jordan - DuDuDu [ STMPD RCRDS ]
- 2022: Julian Jordan - The Bass [ STMPD RCRDS ]
- 2023: Julian Jordan - Losing My Head [ STMPD RCRDS ]
- 2023: Julian Jordan - Start To Move [ STMPD RCRDS ]
- 2023: Julian Jordan - Aspirin [ STMPD RCRDS / Tomorrowland Music ]
- 2023: Julian Jordan & Eleganto - NRG (Ft. Kota) [ STMPD RCRDS ]
- 2023: Julian Jordan - Narcotics [ STMPD RCRDS ]
- 2023: Julian Jordan & Eleganto - One Nation [ STMPD RCRDS ]
- 2024: Julian Jordan - Champion [ STMPD RCRDS ]
- 2024: Julian Jordan - Bon Voyage (Ft. Mingue) [ STMPD RCRDS ]
- 2024: Julian Jordan - I DON'T KNOW [ STMPD RCRDS ]
- 2024: Julian Jordan - OVERDOSE [ STMPD RCRDS ]
- 2024: Dillon Francis & Julian Jordan - The Sound [ STMPD RCRDS ]
- 2024: Julian Jordan & Nouni - NEVER STOPPIN' [ STMPD RCRDS ]
- 2025: Julian Jordan - North, West, South, East [ STMPD RCRDS ]
- 2025: Julian Jordan - PUSH [ STMPD RCRDS ]

### Remixes
- 2012: Neil Davidge – To Galaxy (Sander van Doorn & Julian Jordan Remix)
- 2019: Martin Garrix & Matisse & Sadko - Hold On (Julian Jordan Remix)

## Sin lanzamiento oficial
| Año  | Canción      | Colaboración   | Sello discográfico                |
| ---- | ------------ | -------------- | --------------------------------- |
| 2014 | How We Rave  | Martin Garrix  | STMPD RCRDS                       |
| 2014 | Oussama      | Martin Garrix  | STMPD RCRDS                       |
| 2016 | ID           | Merk & Kremont | GOLDKID Records                   |
| 2016 | In The Party | Héctor agreda  | GOLDKID Records                   |
| 2017 | ID           | KSHMR          | GOLDKID Records/Dharma Worldwide  |
| 2017 | ID           | Blasterjaxx    | GOLDKID Records/Maxximize Records |